# H.F. Funch
Herman Friederich Funch (4. november 1841 i Rendsborg – 20. november 1919 i København) var en dansk officer, billedhugger og våbenmaler.
Han var søn af kaptajn, senere oberst August Wilhelm Funch (død 1871) og hustru Louise Charlotte Wilhelmine Zülow (død 1894), var frivillig i 2. Slesvigske Krig og aspirant ved 4. dragonregiment 1864. Han sluttede karrieren som løjtnant.
Funchs familie flyttede til Sjælland i 1848. Her arbejdede han som dreng hos billedhuggeren Olaf Glosimodt. Funch var dernæst landbrugselev 5 år, blev elev af H.W. Bissen og var på C.V. Nielsens tegneskole. Han blev optaget på Kunstakademiet i almindelig forberedende klasse i oktober 1866, kom i modelskolen januar 1872 og uddannede sig som dyremaler fra ca. 1874. Han udstillede første gang 1869 (som billedhugger) og virkede frem til 1874 især som billedhugger, men gik fra 1879 helt over til maleri (primært dyrebilleder). Funch blev udnævnt til våbenmaler ved Ordenskapitlet 14. september 1887 og helligede sig derefter sit nye hverv. Indtil da havde han udstillet på Charlottenborg Forårsudstilling (1869-71, 1873-74, 1879-87) og havde haft et godt salg til private samlere. Han udstillede også på Kunstnerforeningen af 18. novembers udstilling i 1882. I februar 1894 afholdt Funch i Koncertpalæet en stor retrospektiv udstilling med i alt 154 landskabs- og dyremalerier, som der siden blev afholdt auktion over.
Han var Ridder af Dannebrog, kredsbestyrer i Københavns Understøttelsesforening i mere end 30 år, bestyrelsesmedlem i Østerbros Bespisningsforening og Blegdamskvarterels Juleforening i over 25 år samt repræsentant i Arbejdernes Byggeforening. Han var ugift.
Han er begravet på Holmens Kirkegård.

## Værker
Skulptur:
- En ung løve (bronze, udstillet 1873)
- En hund (voks, udstillet 1874)

Maleri:
- Fra hønsegården, en straffet røver (udstillet 1879)
- Ællinger under en skræppe, middagshvile (udstillet 1883)
- Vildsvin på mosen, en hyggelig krog (udstillet 1886)
- Fygevejr ved juletide (udstillet 1887)

Tegninger i Kobberstiksamlingen